# Dürrhof mit Forst- und Waldhaus
Dürrhof mit Forst- und Waldhaus, auch kurz Dürrhof, ist eine Kleinsiedlung, die auf der Gemarkung des Freudenberger Stadtteils Rauenberg im Main-Tauber-Kreis liegt.

## Geographie

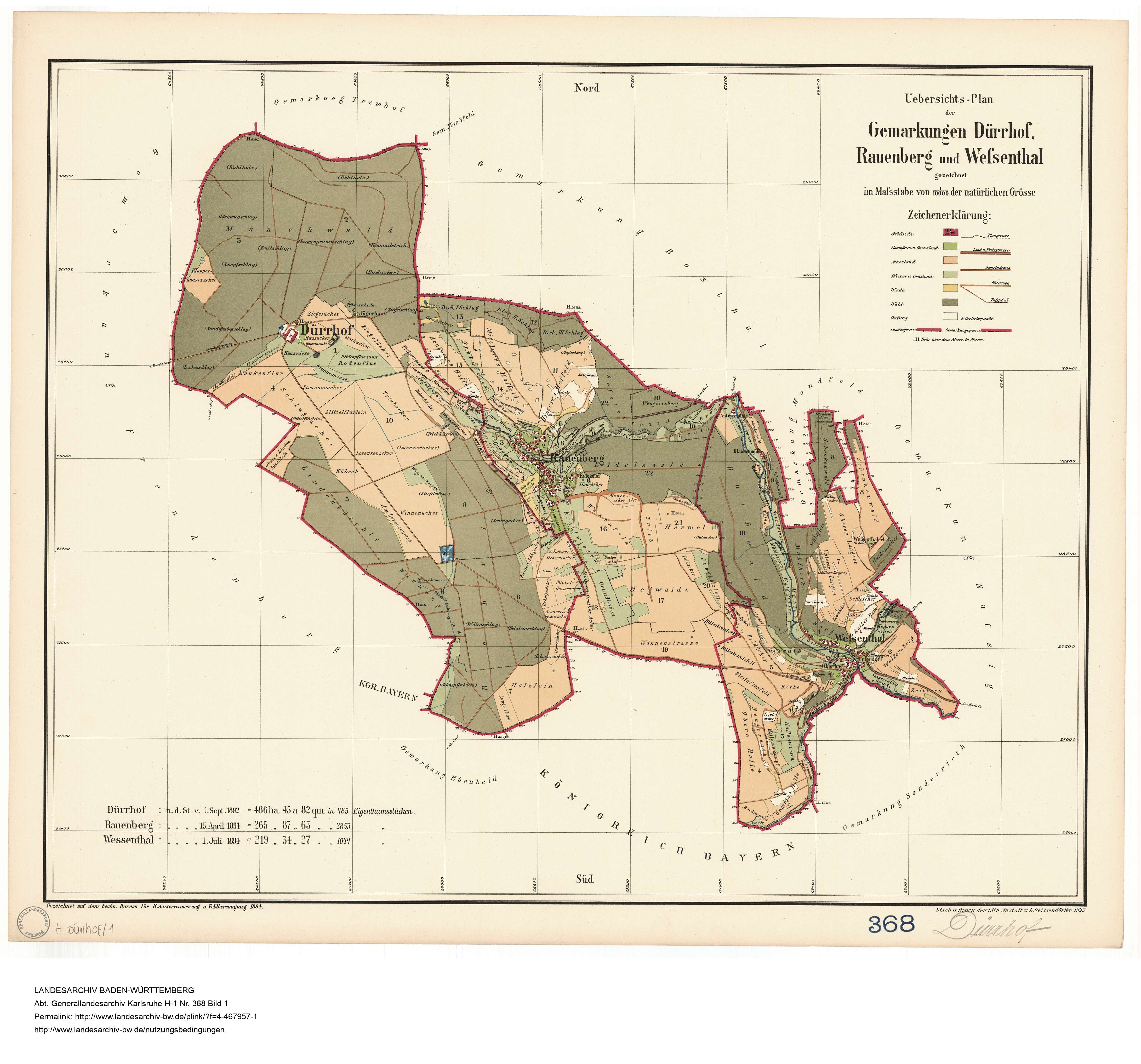
Die Gemarkungen von Dürrhof, Rauenberg und Wessental nach einer Zeichnung aus dem Jahre 1894

Dürrhof mit Forst- und Waldhaus liegt etwa zwei Kilometer nordwestlich von Rauenberg, etwa vier Kilometer östlich von Freudenberg und etwa vier Kilometer südwestlich von Boxtal. Der Dürrhof wird durch den Rauhbach entwässert, der einen Kilometer nach Rauenberg von links und Westen in den Wildbach mündet, bevor dieser wiederum etwa einen Kilometer nach Boxtal von links und Süden in den Main fließt.

## Geschichte
Im Jahre 1178 wurde Dürrhof erstmals urkundlich erwähnt als Durreberch mit Forst- und Waldhaus, 1375 als Dürreberc und 1644 als Dürrhof. Der Ort war ursprünglich im Besitz des Bronnbacher Klosters. Im Jahre 1214 vergrößerte sich der Hof durch Schenkungen des Abtes von Seligenstadt, des Abtes von St. Jakob in Mainz und des Albert von Tiefe. Später gehörte der Ort zu Külsheim und ab dem 17. Jahrhundert zum damals würzburgischen Amt Freudenberg, das heute im baden-württembergischen Main-Tauber-Kreis liegt. Auf dem Messtischblatt Nr. 6222 „Nassig“ von 1881 war der Ort als Dürrhof mit einem größeren Anwesen sowie einer angrenzenden Kapelle verzeichnet.
Am 31. Dezember 1972 wurde die Gemeinde Rauenberg, zu der Dürrhof gehörte, in die Stadt Freudenberg eingegliedert.

## Kultur und Sehenswürdigkeiten

### Kulturdenkmale

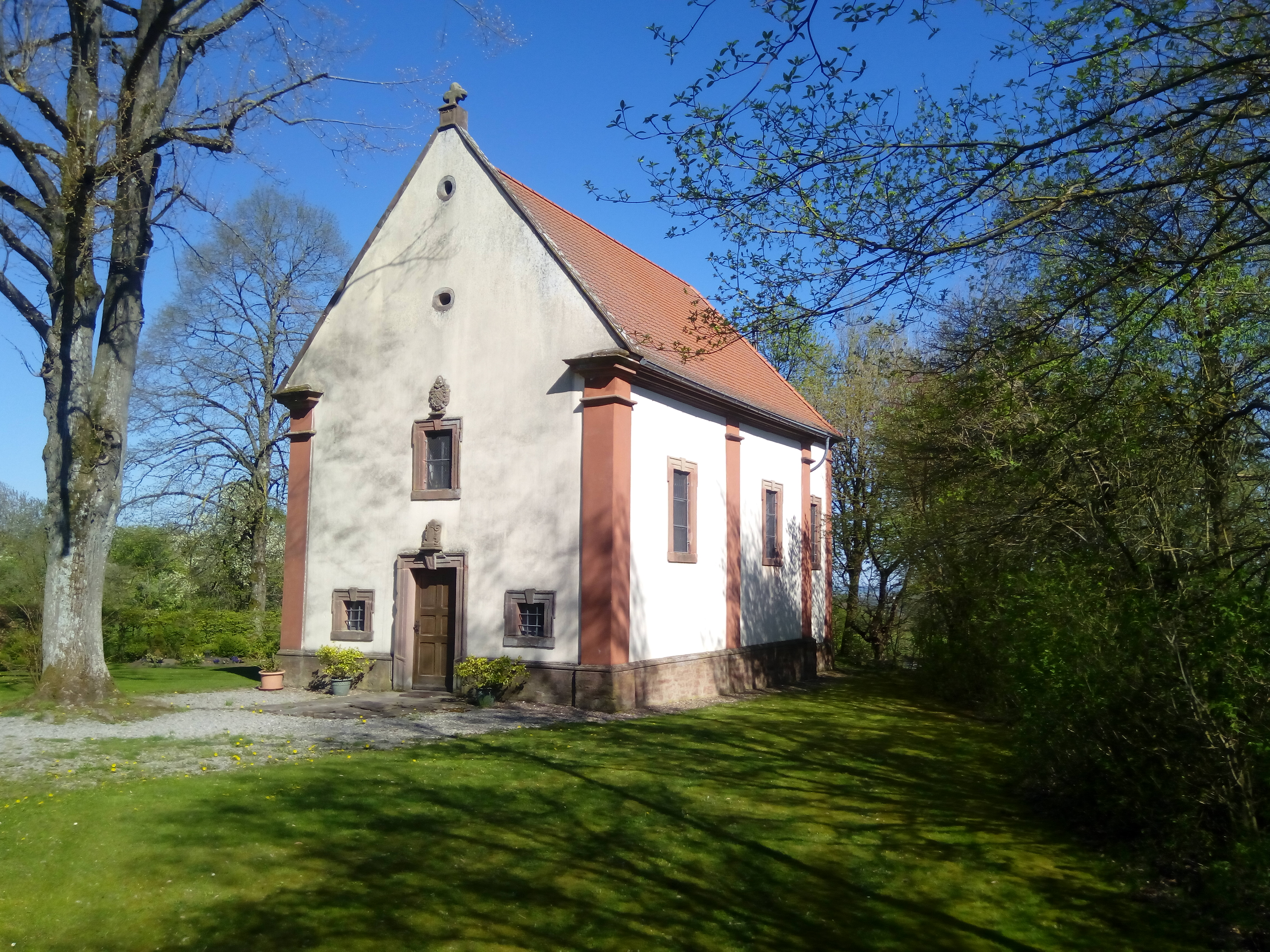
Blick auf die Dürrhofkapelle

- Dürrhofkapelle (Rauenberg) von 1718

### Rad- und Wanderwege
Dürrhof liegt am Radweg Liebliches Taubertal – der Sportive.